# European Championships 2018/Teilnehmer (Montenegro)
| Gelbes Symbol für Goldmedaillen mit stilisierten Olympischen Ringen | Graues Symbol für Silbermedaillen mit stilisierten Olympischen Ringen | Braundes Symbol für Bronzemedaillen mit stilisierten Olympischen Ringen |
| ------------------------------------------------------------------- | --------------------------------------------------------------------- | ----------------------------------------------------------------------- |
| —                                                                   | —                                                                     | —                                                                       |

Montenegro nahm an den European Championships 2018 mit insgesamt vier Athleten und Athletinnen teil.

## Teilnehmer nach Sportarten

### Leichtathletik
Springen und Werfen 
| Athleten           | Wettbewerb  | Qualifikation | Qualifikation | Finale        | Finale        | Rang |
| Athleten           | Wettbewerb  | Weite/Höhe    | Rang          | Weite/Höhe    | Rang          | Rang |
| ------------------ | ----------- | ------------- | ------------- | ------------- | ------------- | ---- |
| Frauen             |             |               |               |               |               |      |
| Marija Vuković     | Hochsprung  | 1,81 m        | 18            | ausgeschieden | ausgeschieden | 18   |
| Kristina Rakočević | Diskuswurf  | 55,90 m       | 13            | ausgeschieden | ausgeschieden | 13   |
| Männer             |             |               |               |               |               |      |
| Tomaš Đurović      | Kugelstoßen | 19,33 m       | 21            | ausgeschieden | ausgeschieden | 21   |

| Athleten         | 100 m   | 100 m | Weitsprung | Weitsprung | Kugelstoßen | Kugelstoßen | Hochsprung | Hochsprung | 400 m | 400 m | 110 m Hürden | 110 m Hürden | Diskuswurf | Diskuswurf | Stabhochsprung | Stabhochsprung | Speerwurf | Speerwurf | 1500 m | 1500 m | Punkte | Rang |
| Athleten         | Zeit    | Pkte. | Weite      | Pkte.      | Weite       | Pkte.       | Höhe       | Pkte.      | Zeit  | Pkte. | Zeit         | Pkte.        | Weite      | Pkte.      | Höhe           | Pkte.          | Weite     | Pkte.     | Zeit   | Pkte.  | Punkte | Rang |
| ---------------- | ------- | ----- | ---------- | ---------- | ----------- | ----------- | ---------- | ---------- | ----- | ----- | ------------ | ------------ | ---------- | ---------- | -------------- | -------------- | --------- | --------- | ------ | ------ | ------ | ---- |
| Zehnkampf Männer |         |       |            |            |             |             |            |            |       |       |              |              |            |            |                |                |           |           |        |        |        |      |
| Darko Pešić      | 11,68 s | 715   | 6,58 m     | 716        | 14,97 m     | 788         | 1,90 m     | 714        | DNS   | DNS   | DNF          | DNF          | DNF        | DNF        | DNF            | DNF            | DNF       | DNF       | DNF    | DNF    | DNF    | DNF  |

## Weblink
- offizielle European Championship Website